# حفظي (اسم)
حفظي هو اسم علم مذكر من أصل عربي، ومعناه هو الأمانة الإخلاص، حفظ القرآن وهو الأمين المخلصالراعي المحافظ حافظ القرآن.

## وصلات خارجية
- موسوعة السلطان قابوس لأسماء العرب نسخة محفوظة 5 أبريل 2019 على موقع واي باك مشين.